# Los exitosos Pérez
Los exitosos Pérez è una telenovela messicana prodotta da José Alberto Castro per Televisa. È un adattamento di un'altra telenovela, l'argentina Los exitosos Pells. L'attore José Ron, che interpreta Tomas Arana, ha ricevuto un premio come miglior attore giovanile della telenovela ai Premi TVyNovelas 2010.
La storia racconta di Martín Pérez, un uomo arrogante e manipolatore, che ha lavorato diversi anni nel Global News Channel, e il suo lavoro in questo luogo gli ha permesso di ottenere un riconoscimento. Roberta Santos, proprietaria della RS News, propone in segreto un nuovo contratto a Martin che sarà obbligato ad accettare.